# Señales VIT
Las señales VIT, de Vertical Interval Test (VIT), son unas señales de prueba que se insertan en unas líneas concretas del intervalo vertical de la señal de vídeo con la finalidad de poder realizar medidas y ajustes de la cadena de transmisión sin alterar las emisiones de televisión. Entre estas medidas están las que determinan la calidad de la señal de TV. Estas denominaciones hacen referencia, normalmente, a las señales VIT internacionales según acuerdo del CCIR. También hay señales específicas para cada país o emisora.
Las señales VIT internacionales son cuatro señales que contienen, cada una de ellas, elementos determinados destinados a la realización de unas medidas concretas. Estas señales se insertan en las líneas 17 y 18 del primer campo de la señal de vídeo y 330 y 331 del segundo. Reciben el nombre de la línea en la que se ha determinado su inserción y se pueden ver, también, a campo completo.
De entre todas las líneas vacías del intervalo vertical está estipulado que las numeradas de la 16 a la 20, en los  campos pares y de la 329 a la 333 en los impares estén destinadas a señales de identificación, control y test. De ellas las líneas 16 y 329 pueden contener señales de identificación internacional y control; las 17, 18, 330 y 331 son las destinadas para las señales VIT internacionales y las 19, 20 332 y 333 para señales de test nacionales.

## Señales VIT
Las señales VIT están determinadas por la norma 473-2 del CCIR y tienen las siguientes características:

### Señal "línea 17"
La señal "línea 17" está formada por los elementos siguientes.
- Barra de luminancia elemento "a", es una barra de una amplitud de 0,7V que corresponde a un blanco al 100% y una anchura de 10 μSg. situada a 12 μSg. del flanco de bajada del sincronismo horizontal. Los tiempos de caída de los flancos se deducen de la formación del impulso seno cuadrado.

Se utiliza para realizar las medidas de ganancia de inserción y  respuesta a los transitorios de corta y larga duración.
- Impulso seno cuadrado o 2T, elemento "b", se posiciona a 26 μSg. del flanco de bajada del sincronismo horizontal, tiene una duración de 200 nSg. y una amplitud de 0,7 V, blanco al 100%. Se utiliza para realizar las medidas de respuesta a altas frecuencias.

- Impulso compuesto o 20T, elemento "c", es un pulso relleno de subportadora que dura 2 μSg. con una amplitud de 0,7 V. Su base se posiciona a 30 μSg., el techo a 32 y el otro extremo de la base a 34 μSg. del flanco de bajada del sincronismo horizontal. Se utiliza para medir la diferencia de ganancia entre la luminancia y la crominancia así como el retardo entre ellas.

- Escalera de luminancia, elemento "d", es una escalera de luminancia de  cinco peldaños con las siguientes características:

| Peldaño | Situación | Amplitud          |
| ------- | --------- | ----------------- |
| 1º      | 36 μSg.   | 0,3 V (negro 0%)  |
| 2º      | 40 μSg.   | 0,44 V            |
| 3º      | 44 μSg.   | 0,58 V            |
| 4º      | 48 μSg.   | 0,72 V            |
| 5º      | 52 μSg.   | 0,86 V            |
| 6º      | 56 μSg.   | 1 V (blanco 100%) |

La caída se sitúa a 62 μSg. del flanco de bajada del sincronismo horizontal.
Se usa para medir alinealidad de la ganancia de la luminancia.
Línea 17

Forma de onda.
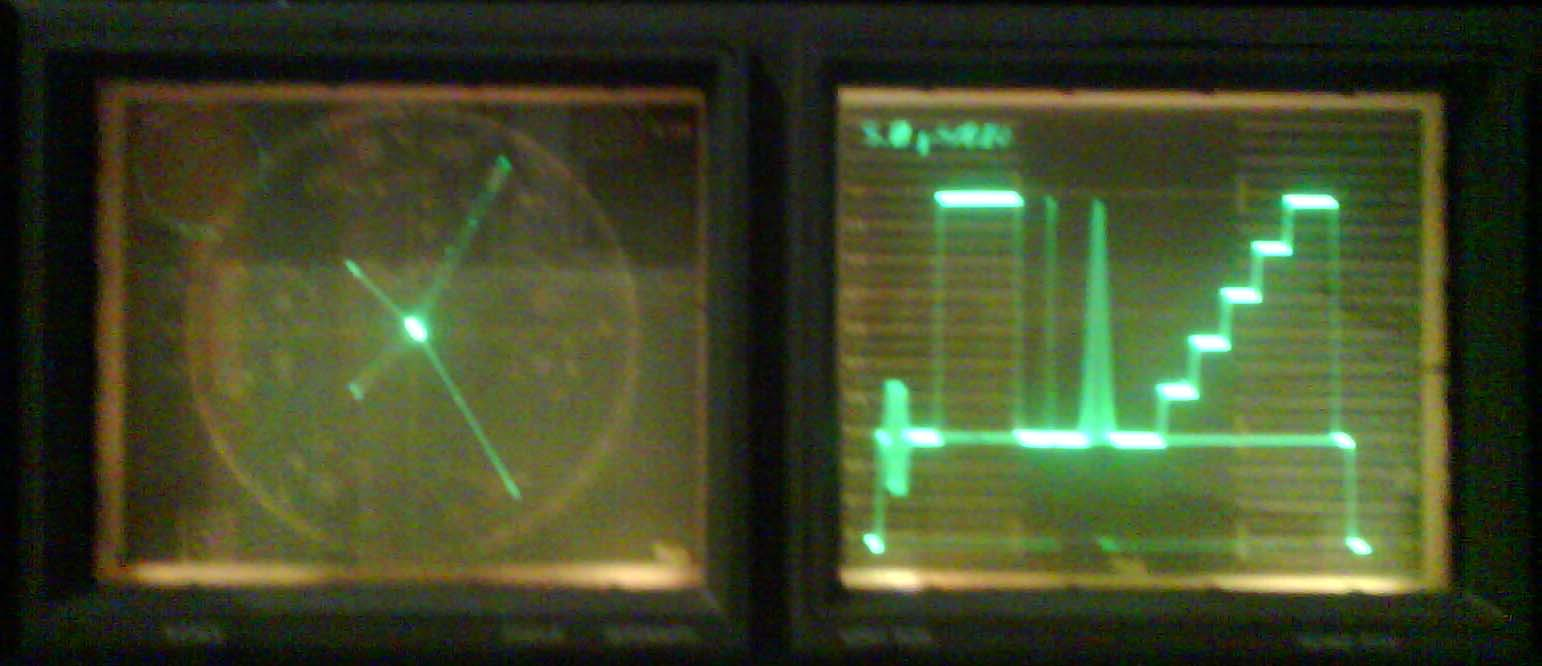
Forma de onda vista en el MFO y vectoscopio.
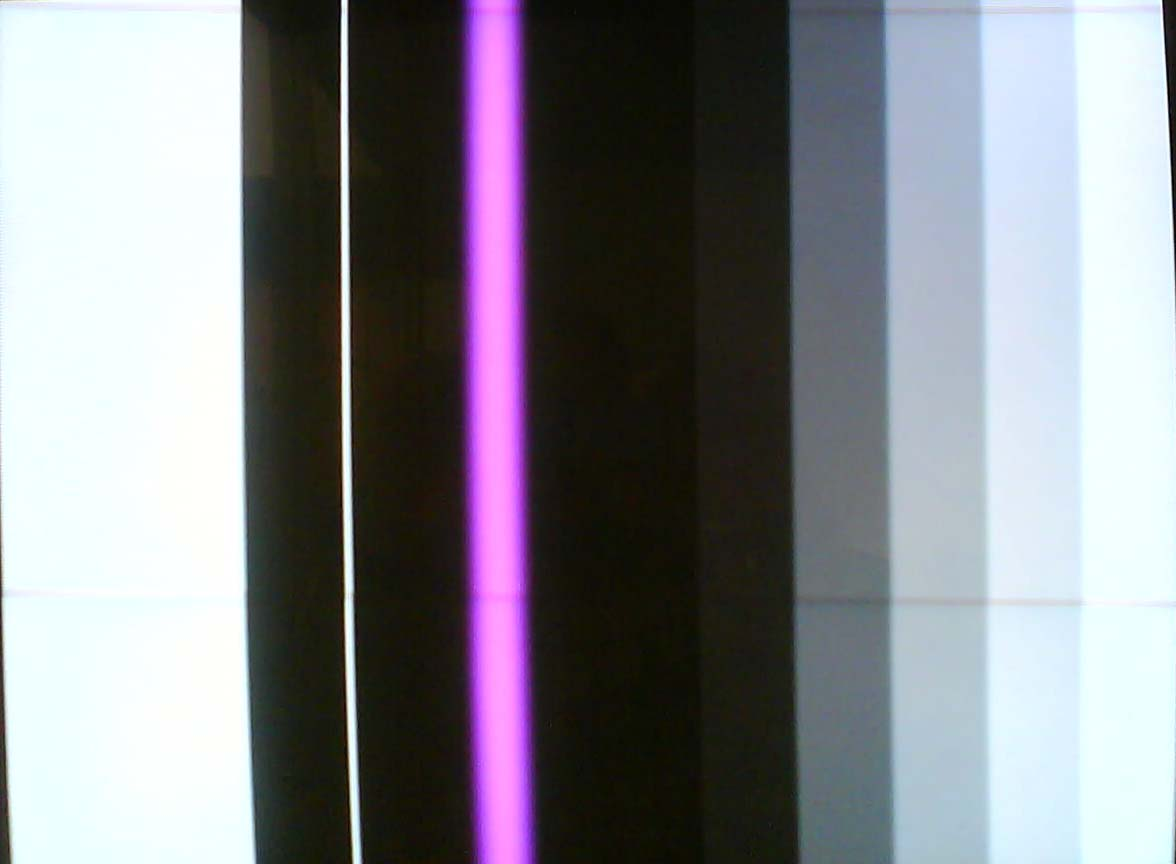
Imagen.

### Señal "línea 18"
La señal "línea 18" (multi burst o salva) está formada por seis paquetes de frecuencias fijas sobre un pedestal de gris del 50% correspondiente a 0,65 V y una transición de referencia inicial. 
- Pedestal gris, elemento "p", comienza a los 12 μSg. del flanco de bajada del sincronismo horizontal y tiene una duración de 50 μSg. con una amplitud de 0,65 V.

- Barra de referencia, elemento  "e" y está situada a 12 μSg. del flanco de bajada del sincronismo horizontal. Durante 4 μSg. permanece a 0,86 V y durante los siguientes otros 4 μSg. su nivel es de 0,44 V.

- Paquetes de frecuencia, elemento "f", empiezan a 24 μSg. del flanco de bajada del sincronismo horizontal con una duración de 6 μSg. cada uno de ellos correspondiéndoles las siguientes frecuencias; 1º paquete, 0,5 MHz; 2º paquete, 1 MHz; 3º paquete, 2 MHz; 4º paquete, 4 MHz; 5º paquete, 4,8 MHz; 6º paquete, 5,8 MHz. de una onda sinusoidal que comienza en cero.

Esta señal se utiliza para ver el comportamiento en frecuencia del canal de transmisión.
Línea 18

Forma de onda.
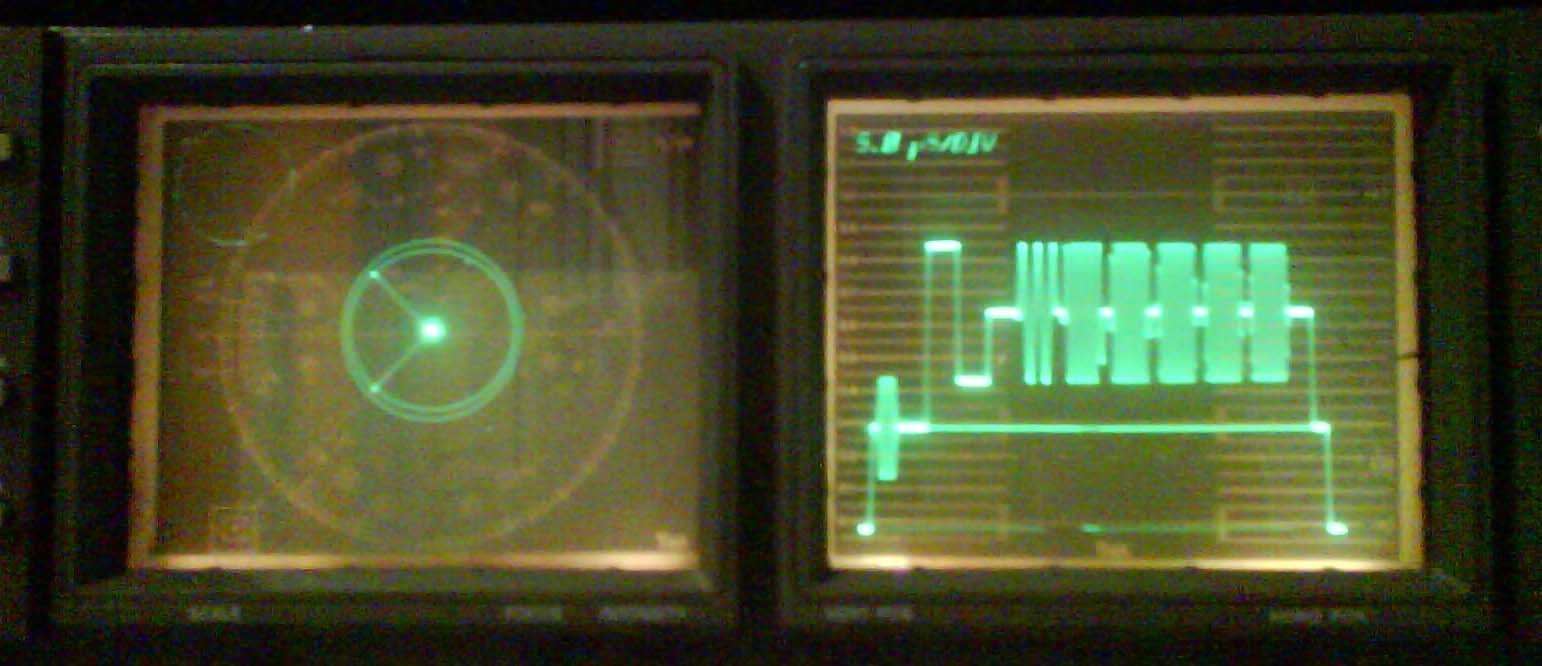
Forma de onda vista en el MFO y vectoscopio.
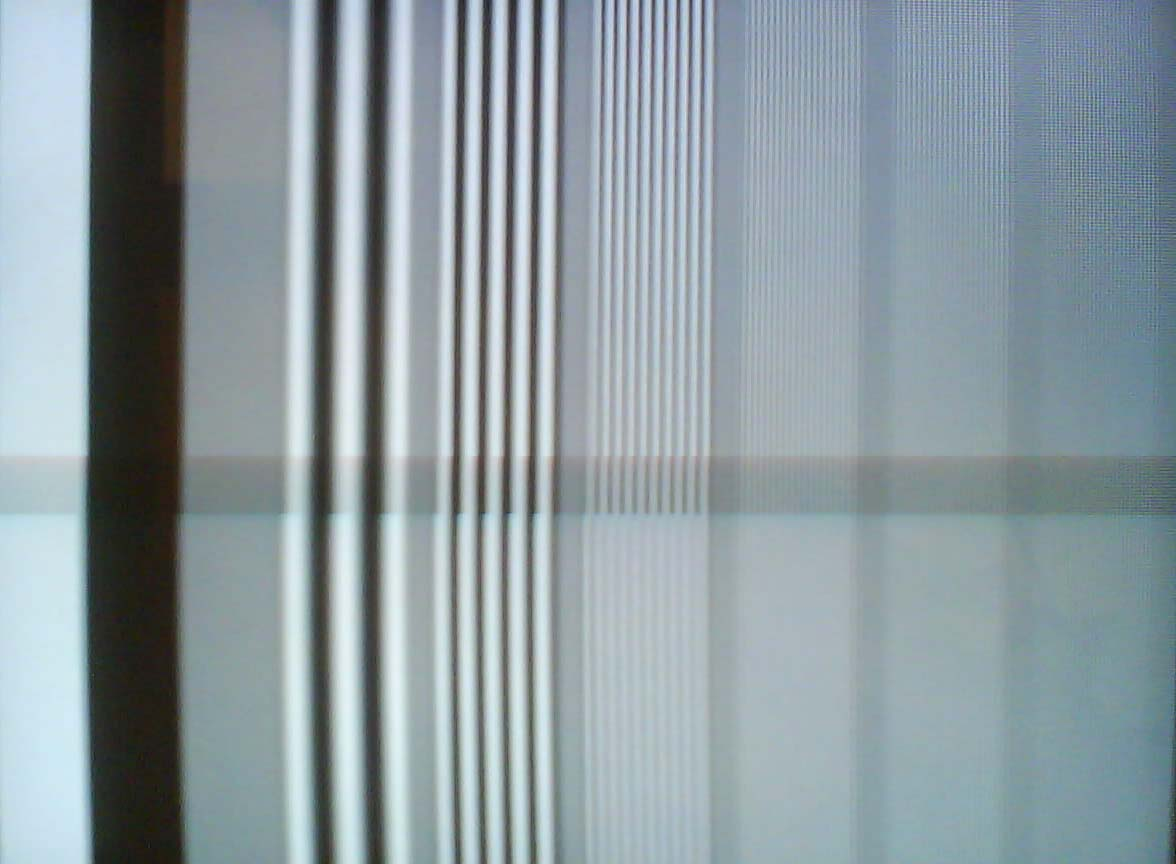
Imagen.

### Señal "línea 330"
La señal "línea 330" se suele utilizar para controlar la característica transitoria del canal y está compuesta por los siguientes elementos:
- Barra de luminancia elemento "a", es una barra de una amplitud de 0,7V que corresponde a un blanco al 100% y una anchura de 10 μSg. situada a 12 μSg. del flanco de bajada del sincronismo horizontal. Los tiempos de caída de los flancos se deducen de la formación del impulso seno cuadrado.

Se utiliza para realizar las medidas de ganancia de inserción y  respuesta a los transitorios de corta y larga duración.
- Impulso seno cuadrado o 2T, elemento "b", se posiciona a 26 μSg. del flanco de bajada del sincronismo horizontal, tiene una duración de 200 nSg. y una amplitud de 0,7 V, blanco al 100%. Se utiliza para realizar las medidas de respuesta a altas frecuencias.

- Escalera de luminancia con frecuencia de subportadora sobrepuesta, elemento "g", es una escalera de luminancia de  cinco peldaños con frecuencia de subportadora sobrepuesta con las siguientes características:

| Peldaño | Situación | Amplitud          |
| ------- | --------- | ----------------- |
| 1º      | 30 μSg.   | 0,3 V (negro 0%)  |
| 2º      | 40 μSg.   | 0,44 V            |
| 3º      | 44 μSg.   | 0,58 V            |
| 4º      | 48 μSg.   | 0,72 V            |
| 5º      | 52 μSg.   | 0,86 V            |
| 6º      | 56 μSg.   | 1 V (blanco 100%) |

La amplitud entre crestas es de 0,28 V y tiene las siguientes distorsiones inherentes, de ganancia diferencial, 0,5%, de fase diferencial, 0,2º. la duración de los flancos de la croma es de 1 μSg.
Se usa para medir la diafonía luminancia crominancia, la fase diferencial y la ganancia diferencial.
Línea 330

Forma de onda.
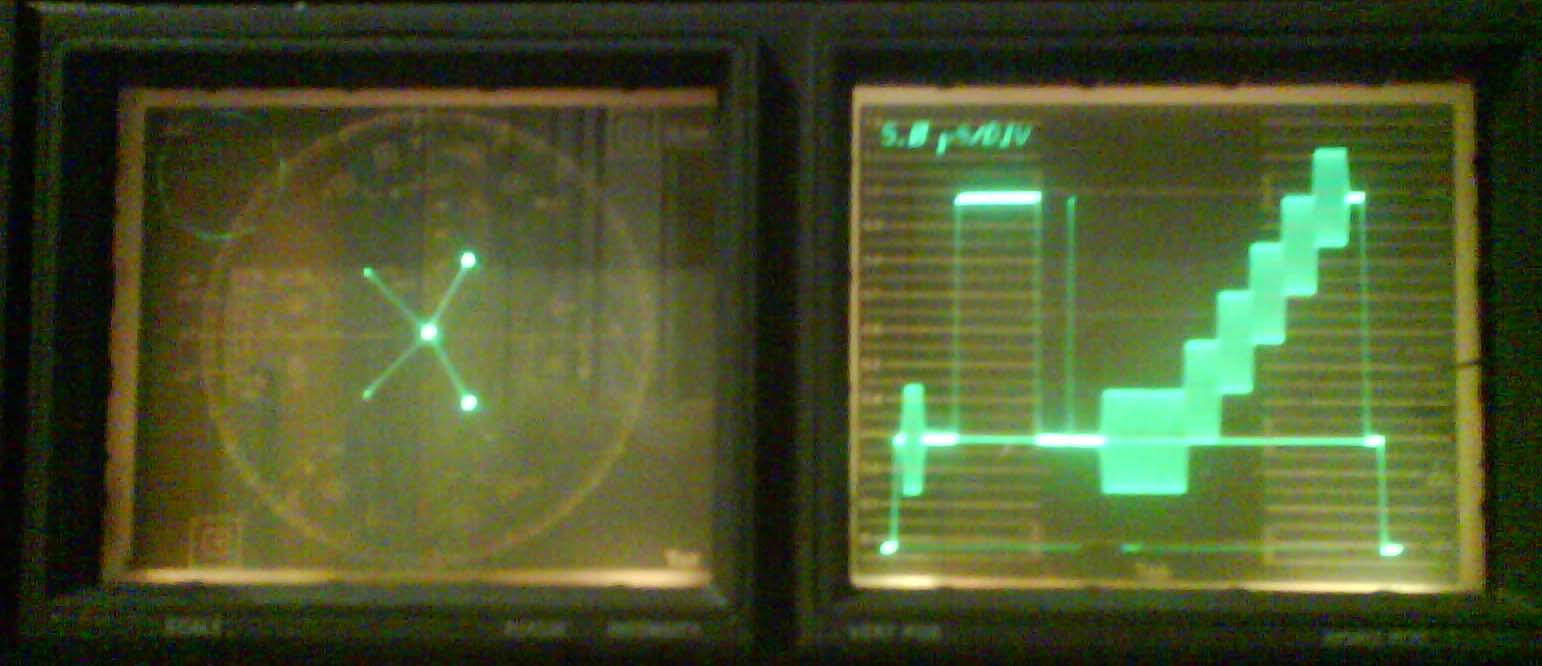
Forma de onda en el MFO y vectoscopio.
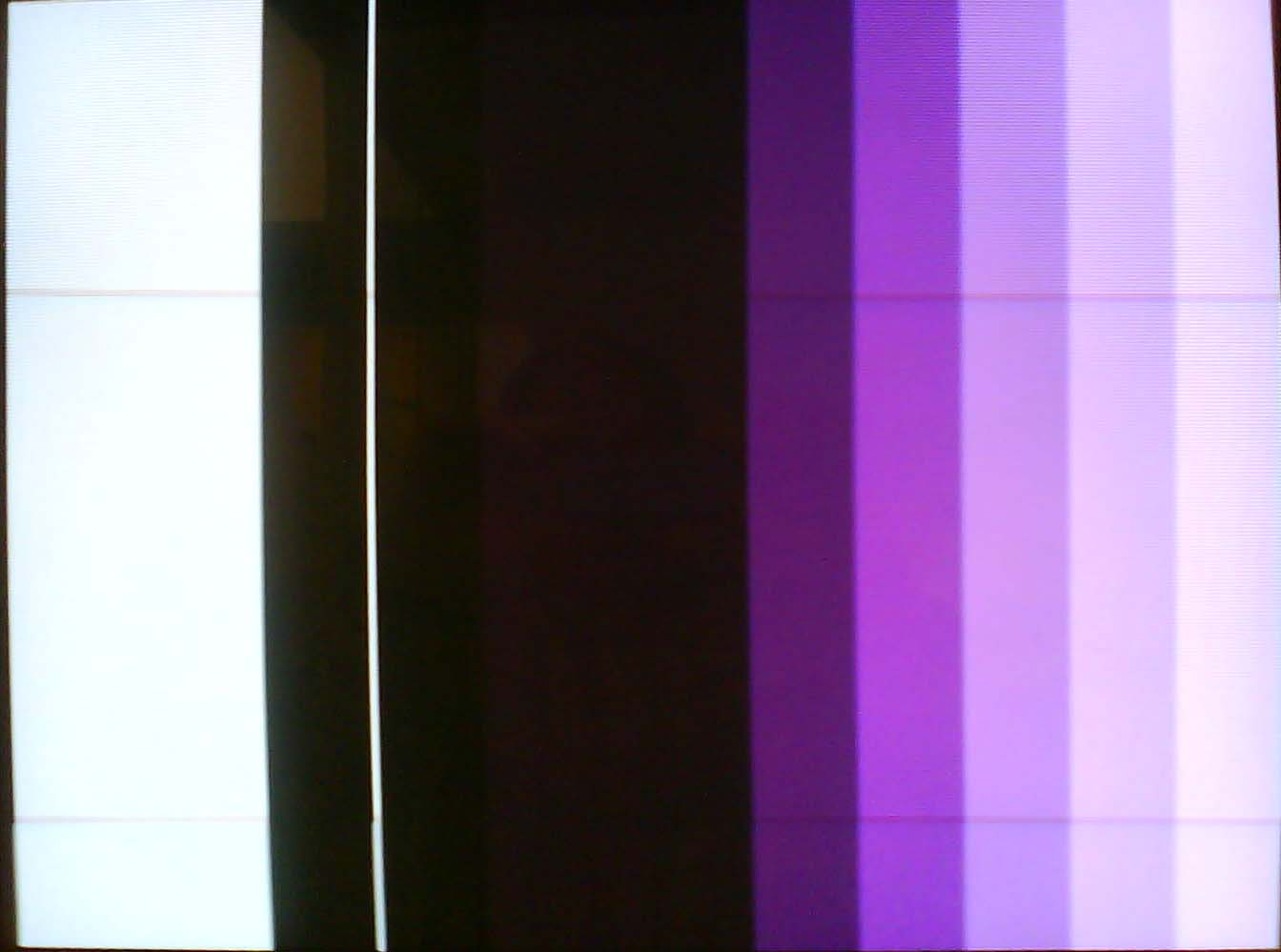
Imagen.

### Señal "Línea 331"
La señal "línea 331" está compuesta por los siguientes elementos:
- Barra de crominancia superpuesta, elemento "h", se sitúa a 14 μSg. del flanco de bajada del impulso de sincronismo horizontal y dura 14 μSg. Las crestan llegan al nivel de 1V apoyándose la subportadora en un pedestal de 0,65 V. Los flancos del paquete de croma tienen una duración de 1 μSg. La diafonía inherente entre la crominancia y la luminancia es menos del 0,5% de la amplitud del pedestal. La diferencia entre las fases de la croma de esta línea con la 330 debe ser igual o menor a 2º.

Este elemento se utiliza para medir la diferencia de ganancia crominancia / luminancia y la diafonía crominancia / luminancia.
- Barra de crominancia superpuesta a tres niveles, elemento "i", este elemento puede ser usado en vez del elemento "h". Aquí el paquete de la croma esa escalonado en tres niveles. Los flancos de estos escalones están situados a 14, 18, 22 y 28 μSg. del flanco de bajada del pulso de sincronismo horizontal y sus amplitudes en las crestas son de 0,72 V, 0,86 V y 1 V respectivamente. Los flancos del paquete de croma duran 1 μSg y la diafonía luminancia / crominancia inherente es menor de 0,5 %. La diferencia de fase entre las líneas 330 y 331 debe ser inferior a 2º.

- Subportadora superpuesta de referencia, elemento "j", es un paquete de crominancia que se puede usar como referencia para medir la fase diferencial. Comienza a 34 μSg del flanco de bajada del pulso de sincronismo horizontal y dura 26 μSg. Su amplitud se sitúa entre los 0,44 V de las crestas inferiores y los 0,86 V de las superiores. La fase diferencial inherente debe ser menor de 2º.

Se usa para la fase diferencial.
Línea 331

Forma de onda.
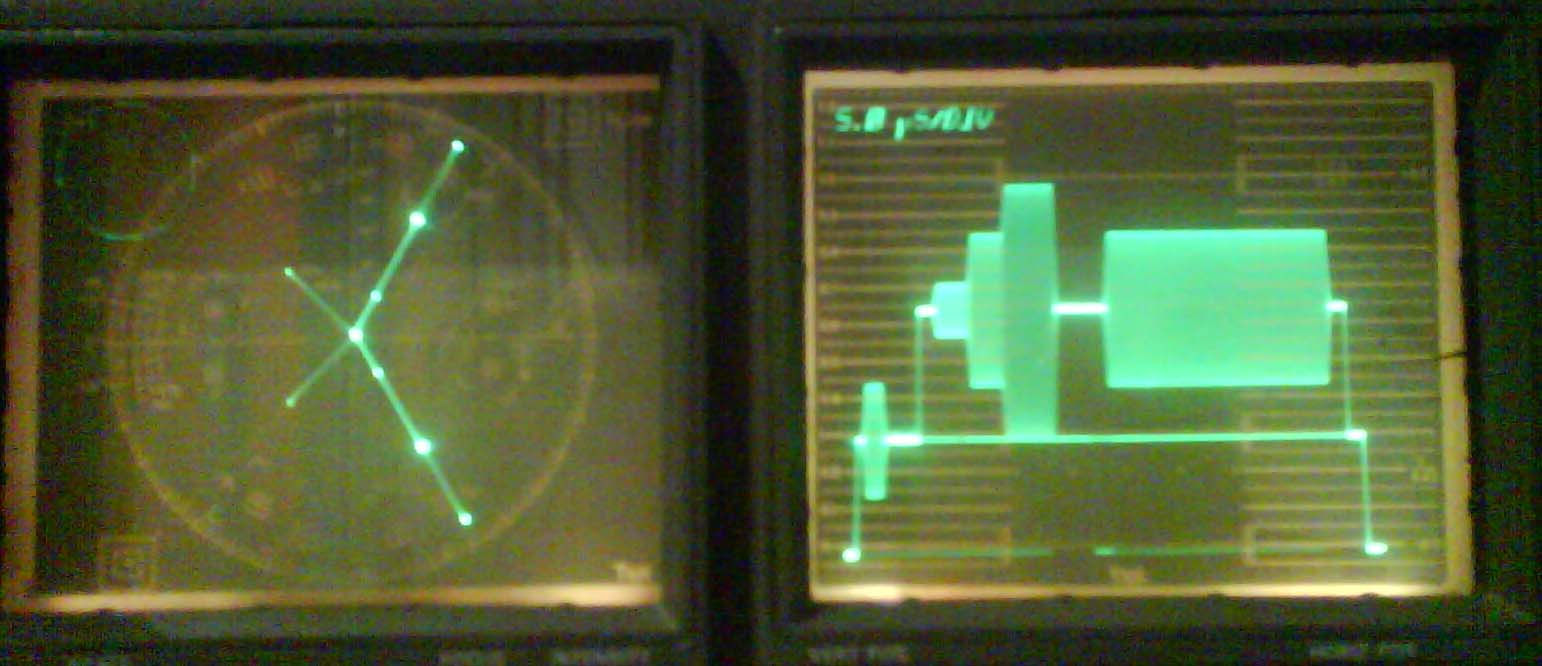
Forma de onda en el MFO y vectoscopio.
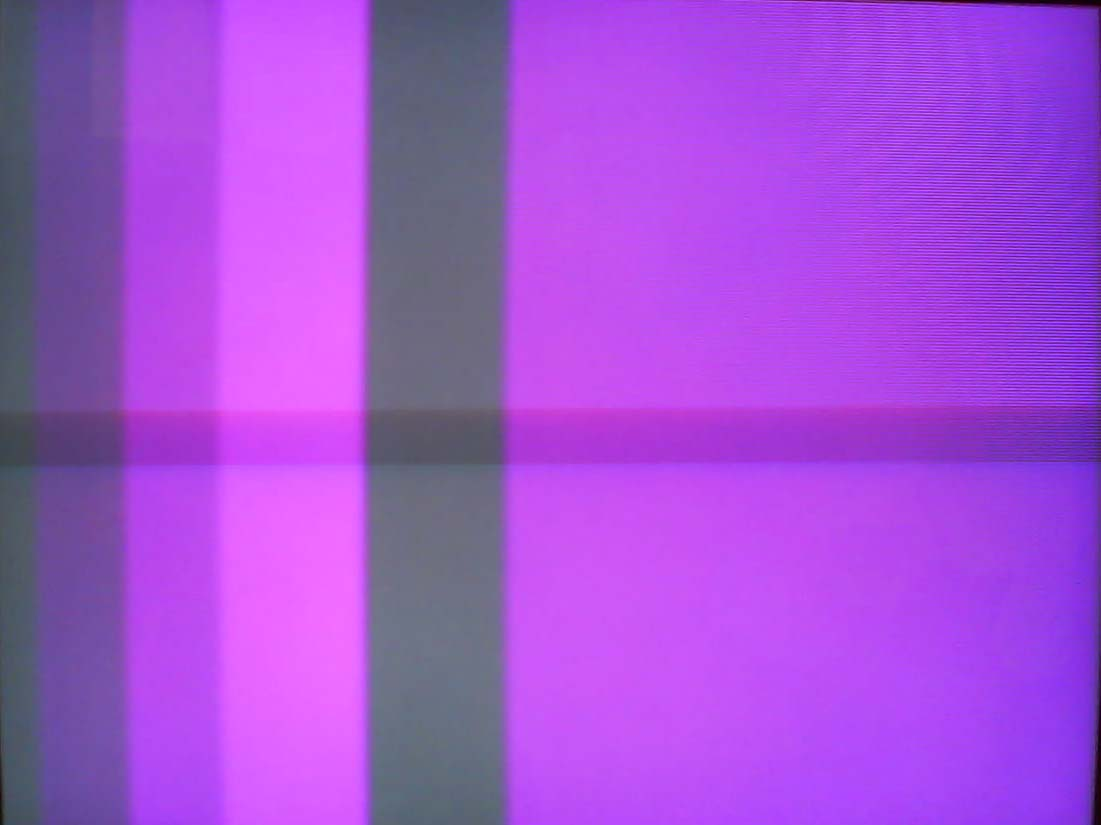
Imagen.

## Distorsiones
Las distorsiones en la señal de vídeo alteran su calidad y producen efectos más o menos visibles que pueden llevar a que las imágenes transmitidas no se puedan visualizar. Idealmente las distorsiones deberían de ser tendentes a cero pero la práctica, ante esa imposibilidad, se procura que las distorsiones existentes se mantengan en un nivel tal que sean imperceptibles.
La percepción de una imagen es, como toda percepción, un acto subjetivo. No hay dos observadores que juzguen igual una misma imagen e incluso, un mismo observador valora la misma en dos observaciones diferentes el mismo día. Por ello es imprescindible la creación de un observador medio, es decir un concepto estadístico basado en la reacción de un número determinado de personas que observan una imagen a la cual se la ha distorsionado de una forma controlada.
La distorsión que sufre una imagen es la suma de las distorsiones individuales que actúan sobre la misma. La medida de distorsión se realiza en unidades imps (impairment units) que fueron propuestas por Lewis y Allnatt y tienen la ventaja que se pueden sumar.

### La cadena de producción y transmisión
Entre el nacimiento de una imagen y la observación en la pantalla del receptor por parte del telespectador de da una serie de etapas en las cuales la señal de vídeo sufre alguna actuación que le introduce alguna distorsión. La cadena está compuesta de;
- Fuente de la señal.
- Grabación, postproducción y reproducción de la señal.
- Paso por estudios.
- Difusión por la red primaria.
- Transmisión.
- Recepción.

De los elementos anteriores el receptor, al no estar en manos de los productores y distribuidores de los programas de TV, no suele ser considerado para la estimación de la calidad de la señal.
Para la determinación de un cierto nivel de calidad se utiliza la aplicación de un cierto nivel de tolerancia. De esta forma, para obtener una señal dentro del estándar de calidad, solo hay que repartir las tolerancias en los diferentes elementos que componen la cadena de producción y transmisión. La recomendación 451 de CCIR determina que la distorsión total es la suma de las distorsiones individuales elevadas a una constante "h" elevada la misma a 1/h. La distorsión se mantiene en un tiempo.

### Linealidad y no linealidad
Se dice que un sistema es lineal cuando se suman los efectos de las señales simultáneas de entrada, y su respuesta es independiente del tiempo. En cambio un sistema es no lineal cuando no cumple con estos requisitos.
Un sistema no introduce distorsión cuando la respuesta en frecuencia del mismo  tiene una amplitud constante y cuando se mantiene la respuesta en fase en ancho de banda determinado. La distorsión es lineal cuando la produce un circuito lineal y altera alguno de los parámetros anteriores, las demás son distorsiones no lineales.
Las medidas se realizan en dos ámbitos, en el de la frecuencia y en el del tiempo. En el primero de ellos se estudia el comportamiento del sistema a un barrido determinado de frecuencias, mientras que en el segundo se introducen transitorios de muy poca duración y se mira la respuesta.

### Distorsiones lineales
Para la determinación de las distorsiones lineales se tiene en consideración diferentes períodos, en televisión se usamos varios cuadros, un cuadro, una línea y un elemento de la imagen, atendiendo a esto tenemos.
- Oscilaciones amortiguadas de muy baja frecuencia bump test, cuando se introduce una señal de prueba de vídeo que simula el cambio en el nivel medio de la imagen a un nivel alto y u uno bajo podemos medir la oscilación amortiguada resultante a muy baja frecuencia. Para ello medimos la amplitud de la cresta de la sobre oscilación y el tiempo que tarda en desaparecer (o llegar a un nivel determinado).

- Distorsiones de trama o cuadro, se realiza metiendo una señal rectangular de periodo igual al de  cuadro la señal de vídeo con una amplitud del 100% de la luminancia. Se observa en la salida  las variaciones que se producen en el intervalo superior de la señal despreciando los extremos.

- Distorsiones de línea, igual al anterior pero con la duración de una línea de TV.

- Distorsiones de corta duración, se introduce un impulso transitorio de amplitud de 100% de luminancia, la distorsión es las variaciones de la forma del impulso a la salida.

- Respuesta amplitud frecuencia, es la variación de la ganancia de un circuito dependiendo de la frecuencia, para ello se realiza un barrido desde la frecuencia de trama (vertical) hasta la de corte del sistema.

- Respuesta de la transmisión frecuencia, velocidad de grupo, es la diferencia que hay entre el tiempo de transmisión a través de un sistema en referencia a la frecuencia de la señal. La medida es relativa a una frecuencia determinada. En la práctica se la pendiente, la derivada, de las características fase /frecuencia del sistema.

- Desigualdad de la ganancia, introduciendo señales de aprueba que tengan componentes de luminancia y crominancia se dan dos desigualdades, la de la amplitud de la luminancia debido a la crominancia y la de la amplitud de la crominancia debida a la luminancia.

- Desigualdades del tiempo de transmisión, introduciendo una señal compuesta por un pulso de amplitud y situación concretos y relleno de crominancia se observara una variación en el tiempo de la luminancia respecto a la cromnancia.

### Distorsiones no lineales
- Sobre la luminancia, es la pérdida de proporcionalidad entre el escalón de entrada al sistema y el de salida cuando varía desde 0 al 100%.

- Ganancia de la crominancia, es la diferencia de proporcionalidad de la amplitud de la crominancia de la entrada del sistema con el de la salida, cuando varía entre un nivel determinado inferior a otro superior.

- Fase de la crominancia, es la diferencia de la fase de la señal de entrada con respecto a la salida cuando la amplitud de la subportadora varía desde un nivel inicial a otro final.

- Ganancia diferencial, es la variación de la ganancia de la crominancia debido a las variaciones de la luminancia.

- Fase diferencial, es la variación de la fase de la crominancia debido a las variaciones de la luminancia.

- Intermodulación de la señal de crominancia en la luminancia, son las variaciones de la señal de luminancia debidas a la crominancia.[3]

### Distorsiones y elementos VIT con el que se miden
Las señales VIT están compuestas por diferentes elementos que específicos para realizar la medida y el ajuste de cada distorsión. Para cada distorsión tenemos el siguiente elemento y señal:
| Distorsión                                    | Señal         | Elemento    |
| --------------------------------------------- | ------------- | ----------- |
| Ganancia de inserción                         | 17 y 330      | a           |
| Respuesta amplitud/frecuencia                 | 18            | e y f       |
| Respuesta transitoria a señales largas        | 17 y 330      | a           |
| Respuesta transitoria a señales cortas        | 17 y 330      | a           |
| Diferencia de ganancia crominancia/luminancia | 17, 330 y 331 | a, c, h e i |
| Tiempo de propagación                         | 17            | c           |
| Alinealidad luminancia crominancia            | 17            | d           |
| Ganancia diferencial                          | 330           | g           |
| Fase diferencial                              | 330           | g y j       |
| Diafonía crominancia / luminancia             | 17, 331       | a y h       |

## Medidas
- Ganancia de inserción

Se realiza con el elemento "a", barra de luminancia, de la línea 17 o 330 y se hace el tanto por ciento entre la amplitud de la barra a la salida del sistema y su amplitud nominal (0,7V desde el nivel de negro). La medida se toma en el punto medio del pedestal de la barra.
- Respuesta amplitud frecuencia

Se mide la variación de la ganancia de inserción en tanto por ciento. La medida se realiza en cada uno de los paquetes y se hace en referencia al nivel de la barra o sinusoide inicial. Esta medida se  realiza con la línea 18 y hay las siguientes tolerancias;
| Paquete | Tolerancia |
| ------- | ---------- |
| 0.5MHz  | 10%        |
| 1MHz    | 13%        |
| 2MHz    | 16%        |
| 4MHz    | 20%        |
| 4,8MHz  | 25%        |
| 5,8MHz  | -          |

- Transitorios de frecuencia de línea

Se realiza con el elemento "a", barra de luminancia de las líneas 17 o 330 y se mide la modificación de la inclinación, variación  de la inclinación del pedestal superior de la barra. El dato se da en tanto por ciento y la tolerancia es del 3%.
- Transitorios de muy poca duración

Se mide con los elementos "b" y "a" de las líneas 17 y 330 y se da en tanto por ciento. Es la relación entre la altura del pulso 2T y la altura de la barra de luminancia. La tolerancia es del 12%. Las alturas se toman desde el nivel de negro al punto medio de cada pedestal.
- Ganancia luminancia - crominancia

Se realiza con el elemento "c" (pulso 20 T) de  la línea 17. Se mide la relación de amplitud entre el elemento de luminancia y el de crominancia del 20T. Se da en tanto por ciento y su tolerancia es del 10%.
- Retardo luminancia - crominancia

Se realiza con el elemento "c" (pulso 20 T) de  la línea 17. Se mide la diferencia del tiempo de propagación entre la luminancia y cromiancia, esto se ve en la deformación de la base del pulso 20T. Ajustando la amplitud del pulso al 100% se mide la amplitud de la distorsión de la base y la cifra obtenida se multiplica por la constante de transformación de 12,7 para pasarlo a nanosegundos. La tolerancia es de 100 nSg.
- No linealidad de la luminancia

Se mide con el elemento "d", escalera de grises, de la línea 17. La medida se realiza diferenciando la escalera y viendo los pulsos debidos a cada escalón. Es expresa en tanto por ciento entre el de mayor y menor altura. La tolerancia es del 12%.
- Ganancia diferencial

Se mide con el elemento "g", escalera de grises con croma, de la línea 330. Se realiza filtrando la crominancia y viendo las variaciones de la amplitud de la misma. Se expresa en porcentaje entre la mayor y menor amplitud. Su tolerancia es de 8%.
- Fase diferencial

SE mide con el elemento "g", escalera de grises con crominancia, de la línea 330. Se realiza pasando la señal por un medidor de fase. Se expresa en grados con respecto a la que corresponde a la de nivel de negros señalando la mayor diferencia. La tolerancia es de 4º.
- Intermodulación crominancia luminancia

Se mide con los elementos "h" y "j" de la línea 331. Se realiza filtrando la luminancia dejándola exenta de croma. Se expresa en porcentaje de la variación del nivel de la luminancia respecto al nivel original de la misma. Su tolerancia es del 10%.

## Glosario
- Señal de vídeo es la señal eléctrica que corresponde a una imagen de televisión.
- Línea, una imagen de televisión está compuesta por un número determinado de líneas (este número depende del sistema de TV utilizado). Se denominan "activas" aquellas que portan información sobre la imagen a transmitir, y "no activas" aquellas que van vacías o son utilizadas para otros fines, como teletexto o inserción de señales VIT.
- Cuadro, se denomina así a cada "fotograma" que compone la imagen de televisión.
- Campo, cada cuadro está compuesto por dos campos, el par y el impar, cada uno de ellos tiene la mitad de las líneas.
- Intervalo vertical, se denomina "intervalo vertical" al espacio que existe entre los campos de la señal de vídeo. En él están los pulsos de sincronismo vertical y un número determinado de líneas vacías.
- Sincronismo, para que una imagen de televisión se pueda reconstituir es necesario conocer el principio y final de cada línea y de cada campo. Para ello se introducen una serie de pulsos por debajo del valor 0 de la señal (estos pulsos son de una amplitud de 0,3V) que dan esa información. Los pulsos encargados de informar cuando comienza y acaba una línea reciben el nombre de "sincronismo horizontal" ya que son los que se encargan de sincronizar el generador de barrido horizontal del receptor. Los que indican el comienzo y final de los campos, reciben el nombre de "sincronismo vertical" ya que son los encargados de sincronizar el generado de barrido vertical del receptor. En este caso, por razones históricas del desarrollo tecnológico de la televisión, hay una serie de líneas que quedan vacías, destinadas a esperar la estabilidad del generador de barrido vertical.
- Luminancia, se denomina así a la parte de la señal de vídeo que se encarga de representar la luz de la imagen, es la que proporciona la imagen en blanco y negro. La luminancia se codifica entre los niveles de tensión siguientes, negro = 0V, blanco = 0,7V. Cualquier nivel entre estos representa un gris.
- Crominancia, se denomina así a la parte de la señal de vídeo en la que se codifica el color. Consta de dos términos, la saturación, que da la cantidad del color, y el tinte, que da el tipo de color (si es rojo, verde, amarillo...). En los sistemas de TV PAL y NTSC se suele codificar la crominancia con una señal doblemente modulada, en amplitud y en fase, esto recibe en nombre de modulación en cuadratura. A esta modulación se le suprime la portadora. En amplitud se modula la saturación y en fase el tinte. A esta señal se la denomina subportadora de color y suele ser sumada a la señal de la luminancia. Para la sincronización del generador de portadora en el receptor hace falta mandar una muestra de la misma, esta, a la que se le denomina salva de color o burs, se inclusera en el sincronismo horizontal.
- Monitor forma de onda o MFO es un instrumento de medida en donde se ve y mide la señal de vídeo. Es un osciloscopio con la base de tiempos y los canales Y adaptados a la amplitud y timings de la señal de vídeo.
- Vectorscopio es un instrumento especializado para ver y medir la señal de crominancia.
- Distorsión, se denomina así a diferencia entre señal que entra a un equipo o sistema y la señal de salida del mismo.
- Impulso, barra, pedestal y escalera, son formas de onda que pueden componer una señal de prueba o una carta de ajuste. El impulso es una señal de muy poca duración y mucha amplitud, puede ir relleno de crominancia. La barra es una señal de bastante duración y amplitud. El pedestal es un nivel determinado de señal sobre el que puede ir otra cosa montada. La escalera, es una señal con diferentes niveles  que mantienen la misma duración.